# Єгипет на літніх Олімпійських іграх 1912
Єгипет на літніх Олімпійських іграх 1912 року був представлений Єгипетським олімпійським комітетом. На олімпіаду у Стокгольмі приїхав один єдиний єгипетський спортсмен — А. М. Хассанайн. Це була перша в історії участь єгипетських спортсменів у в офіційних олімпіадах. До цього вони брали участь тільки в невизнаній МОКом олімпіаді 1906 року в Афінах. На Олімпіаді у Стокгольмі Єгипет не завоював жодної нагороди.

## Склад команди

### Фехтування
- Хассанайн А. М. (англ. Hassanein) — виступав на змаганнях з індивідуальної рапіри.

### Офіційні особи
- Анжело Болланачі (англ. Angelo C. Bolanachi) — член МОК